# 桂ぽんぽ娘
桂 ぽんぽ娘（かつら ぽんぽこ、1979年8月22日 - ）は、東京都出身の上方で活躍する落語家。吉本興業所属（大阪）。上方落語協会会員。本名、石川 百合子。

## 来歴
- 実家は魚屋。
- 昭和女子大学短期大学部食物科学科卒業[1]。栄養士の免許を保有[1]。
- 東京で東京太・ゆめ子に入門[2]、おさなぎ色として8年間下ネタを取り入れたメイド漫談を演じていた。破門後[3]、名古屋の大須演芸場に出演していた時に桂文福と出会い[3]、2006年10月入門。2010年11月、師の一門ごとよしもとクリエイティブ・エージェンシーに所属する。
- 上方で唯一の女流江戸弁落語家である。江戸弁を駆使する上方女流芸人は浪曲師の春野恵子、桂さろめ、ぽんぽ娘の3人のみ。
- 落語家・講談師のユニット「セブンエイト」のメンバー。同ユニット主催のイベント「7時だヨ!8人集合」に出演している[4]。

## 人物・エピソード
- 師匠の名が「文福」[1]、総領弟子が「茶がま」。三番弟子が「まめだ」（豆だぬきを表す関西方言）と、「タヌキ」にちなんだ名前がよくつけられる一門に属する。「ぽんぽ娘」も、もちろんその一つとして命名された。先代の桂ぽんぽこ（鈴木信作）がいたが廃業している。
- 師匠文福に大変可愛がられる一方、兄弟子のまめだは適当にあしらわれている、と同門の落語家のネタになっている。
- 東京時代に公私ともに世話になった、落語家の立川吉幸を白馬の王子様と称して慕っている。吉幸は彼女の漫談のネタでよく登場した。
- 2002年に結婚したが夫とはセックスレスとなり、ぽんぽ娘の浮気が原因で2005年に離婚[5]。2011年11月3日に再婚し、現在、子供が1人いる[6]。男性経験は17人(2021年11月時点)。
- 下ネタ全開のピンク落語を得意とする[7]。ただし、桂文枝から「桂の名前が欲しいならやめたほうがいい」と忠告を受けたことがあるという。
- 2018年6月9日夜、東海道新幹線のぞみ265号車内で3人が殺傷される事件が発生した際[8]、隣の車両に乗り合わせており、事件発生当初からツイッターに現場の様子を投稿した[9]。また、当日夜から翌日にかけての『NHKニュース』『モーニングショー』では「13号車の乗客」としてインタビュー出演していた。
- 2019年より、瀧川鯉白・快楽亭ブラ坊とともに落語艶芸ユニット「Pan★Tee」を結成し活動している。

## 出演

### テレビ
- ゆり山紅葉の京都びしょ濡れバスツアー 次世代おんな芸人No.1決定戦！（読売テレビ、2016年11月7日。日本テレビ、2016年11月9日）[10]
- ザワつく!金曜日（テレビ朝日、2022年1月21日・3月11日・5月13日・7月22日）番組内の不定期企画「(食材名)アレンジNo.1決定戦」に出演。

### ラジオ
- 原田伸郎のびのび金ようび（ラジオ関西、2017年4月7日 - 2024年3月29日） コーナーレギュラー

### イベント
- 週プレ酒場ならではの女流落語会（2017年、歌舞伎町・週プレ酒場）[11]